# Маунтшаннон

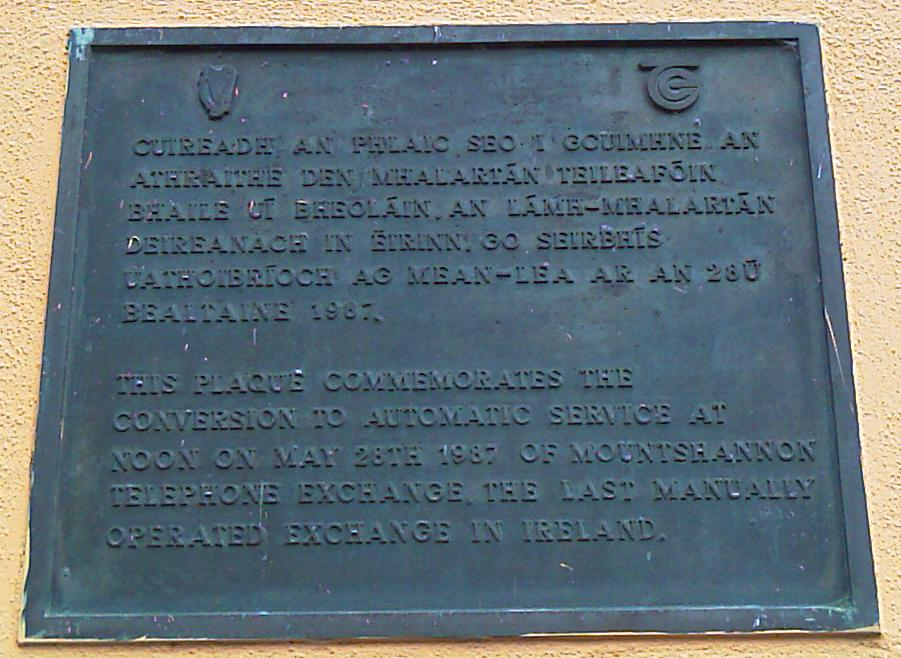
Маунтшаннон последним в Ирландии был переведён на АТС

Маунтшаннон (англ. Mountshannon; ирл. Baile Uí Bheoláin, «таунленд семьи Боланд») — деревня в Ирландии, находится в графстве Клэр (провинция Манстер). В 1981 году — победитель в Irish Tidy Towns Competition.
Неподалёку от деревни на озере Лох-Дерг находится остров Холи-Айленд, монастырские поселения которого являются кандидатом на включение во Всемирное наследие Ирландии.

## Демография
Население — 133 человека (по переписи 2006 года).
Данные переписи 2006 года:
| Общие демографические показатели |               |                               |                               |      |      |
| Всё население                    | Всё население | Изменения населения 2002—2006 | Изменения населения 2002—2006 | 2006 | 2006 |
| 2002                             | 2006          | чел.                          | %                             | муж. | жен. |
| -                                | 133           | 133                           | -                             | 74   | 59   |